# Cerkiew św. Jerzego Zwycięzcy w Warszawie
Cerkiew pod wezwaniem św. Jerzego Zwycięzcy – prawosławna katedralna cerkiew polowa w Warszawie, główna świątynia Prawosławnego Ordynariatu Wojska Polskiego. Służy również miejscowej parafii wojskowej.
Cerkiew znajduje się w dzielnicy Włochy, w obrębie osiedla Okęcie, przy ulicy Franciszka Hynka 2.

## Opis

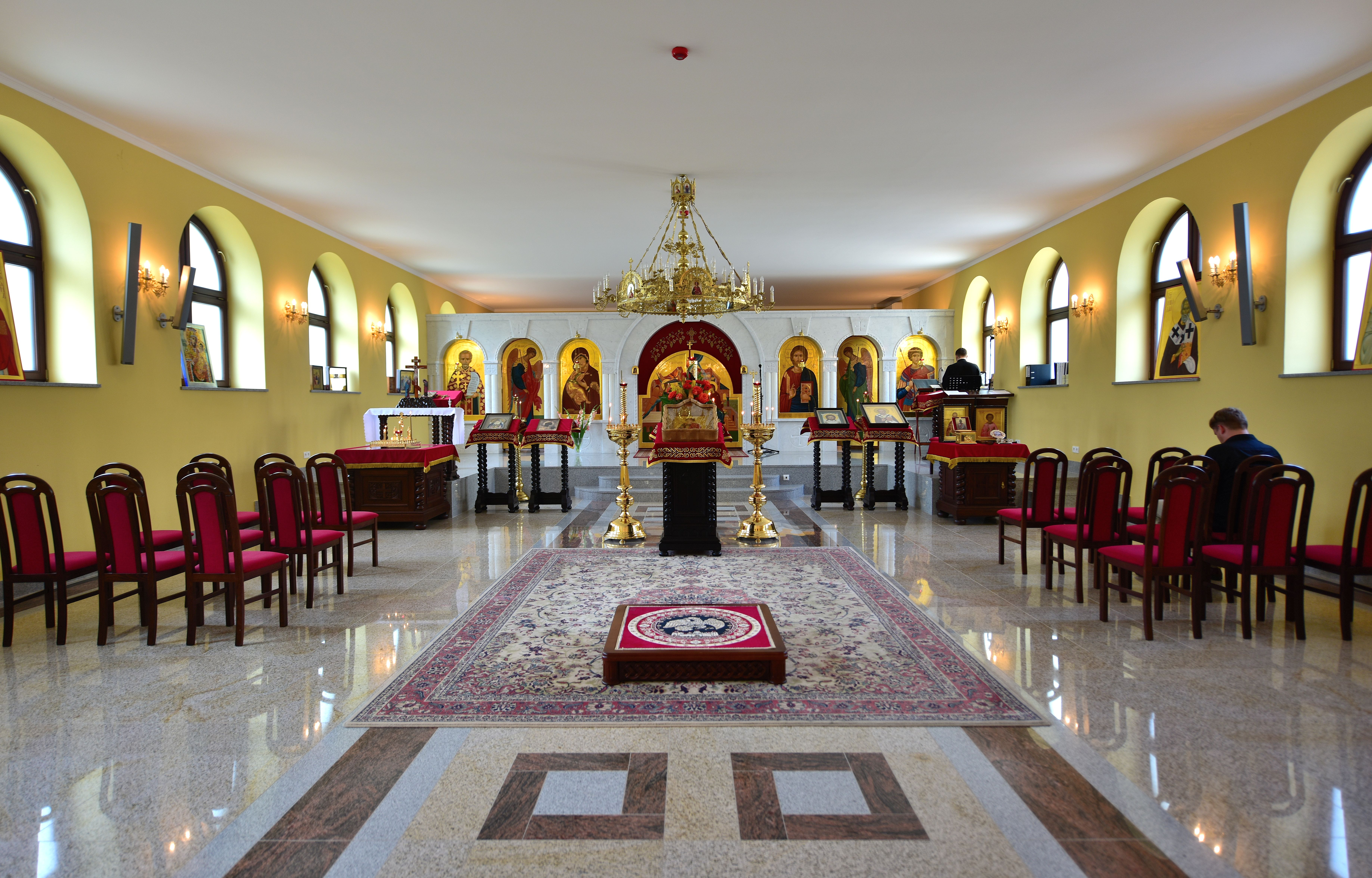
Wnętrze świątyni

Świątynia została oddana do użytku 31 marca 2018 r. (tego dnia prawosławny ordynariusz polowy, arcybiskup wrocławski i szczeciński Jerzy dokonał jej małego poświęcenia). Wielkie poświęcenie cerkwi (dokonane również przez arcybiskupa Jerzego) miało miejsce 23 czerwca 2019 r.
Wewnątrz znajduje się marmurowy ikonostas, w którym została umieszczona ikona św. męczennika Bazylego Martysza, patrona użytkowanej wcześniej przez parafię kaplicy.